# アントワーヌ・ベルマン
アントワーヌ・ベルマン（Antoine Berman、1942年 - 1991年）はフランスの翻訳理論家・翻訳家。指導教官はパリ第8大学教授のアンリ・メショニック。

## 経歴
1967年から詩誌『ラ・デリラント』を共同で主宰する。
1970年代以降は中南米スペイン語・英語・ドイツ語の文学を中心に多数翻訳をおこなった。
1984年に『他者という試練』を出版した。これはアンリ・メショニックによる指導のもと書き上げた博士論文を刊行したものである。この本の中でベルマンはナショナリズムと翻訳の関係や翻訳の創造性について論じた。
パリ・国際哲学コレージュやジャック・アミヨ・センターでのセミナーならびに雑誌での論文発表を行なうなか病に倒れ、1991年死去。
1995年に『翻訳作品の批評のために：ジョン・ダン』、1999年に『翻訳と文字　あるいは彼方のもののための宿』（La traduction et la lettre ou l'auberge du lointain）が死後出版されている。

## 邦訳
- 『他者という試練　ロマン主義ドイツの文化と翻訳』藤田省一訳、みすず書房、2008年
- 『翻訳の時代: ベンヤミン『翻訳者の使命』註解』岸正樹訳、法政大学出版局、2013年
- 『翻訳の倫理学　彼方のものを迎える文字』藤田省一訳、晃洋書房、2014年